# U19-Europamästerskapet i fotboll för damer 2017
U19-Europamästerskapet i fotboll för damer 2017 var den 16:e upplagan av U19-Europamästerskapet  (20:e ifall man räknar med då turneringen var U18). Turneringen spelades i Nordirland den 8–20 augusti 2017. Turneringen vanns av Spanien som i finalen vann över Frankrike med 3–2.

## Gruppspel

### Grupp A
| Nr | Lag        | S | V | O | F | GM | IM | MS  | P |
| -- | ---------- | - | - | - | - | -- | -- | --- | - |
| 1  | Tyskland   | 3 | 3 | 0 | 0 | 11 | 0  | +11 | 9 |
| 2  | Spanien    | 3 | 2 | 0 | 1 | 3  | 2  | +1  | 6 |
| 3  | Skottland  | 3 | 0 | 1 | 2 | 1  | 5  | −4  | 1 |
| 4  | Nordirland | 3 | 0 | 1 | 2 | 1  | 9  | −8  | 1 |

| 1           | 8 augusti 2017 | Skottland | 0 – 3           | Tyskland                                               | Windsor Park | |
| 15:00 UTC+1 | 15:00 UTC+1    |           | (0 – 2) Rapport | 19′ Giulia Gwinn 39′ Annalena Rieke 80′ Ereleta Memeti | Belfast Publik: 599<refname="Rapport">{{Webbref\|url=http://www.uefa.com/womensunder19/season=2 017/technical-report/results/index.html\|titel=TechnicalReport—Results\|datum=\|hämtdatum=16oktober2 017\|utgivare=Uefa\|arkivurl=https://web.archive.org/web/20 171 016 083 555/http://www.uefa.com/womensunder19/season=2 017/technical-report/results/index.html\|arkivdatum=16oktober2 017}}</ref> Domare: Volha Tsiareshka (Belarus) | Belfast Publik: 599<refname="Rapport">{{Webbref\|url=http://www.uefa.com/womensunder19/season=2 017/technical-report/results/index.html\|titel=TechnicalReport—Results\|datum=\|hämtdatum=16oktober2 017\|utgivare=Uefa\|arkivurl=https://web.archive.org/web/20 171 016 083 555/http://www.uefa.com/womensunder19/season=2 017/technical-report/results/index.html\|arkivdatum=16oktober2 017}}</ref> Domare: Volha Tsiareshka (Belarus) |
| 15:00 UTC+1 | 15:00 UTC+1    |           |                 |                                                        | Belfast Publik: 599<refname="Rapport">{{Webbref\|url=http://www.uefa.com/womensunder19/season=2 017/technical-report/results/index.html\|titel=TechnicalReport—Results\|datum=\|hämtdatum=16oktober2 017\|utgivare=Uefa\|arkivurl=https://web.archive.org/web/20 171 016 083 555/http://www.uefa.com/womensunder19/season=2 017/technical-report/results/index.html\|arkivdatum=16oktober2 017}}</ref> Domare: Volha Tsiareshka (Belarus) | Belfast Publik: 599<refname="Rapport">{{Webbref\|url=http://www.uefa.com/womensunder19/season=2 017/technical-report/results/index.html\|titel=TechnicalReport—Results\|datum=\|hämtdatum=16oktober2 017\|utgivare=Uefa\|arkivurl=https://web.archive.org/web/20 171 016 083 555/http://www.uefa.com/womensunder19/season=2 017/technical-report/results/index.html\|arkivdatum=16oktober2 017}}</ref> Domare: Volha Tsiareshka (Belarus) |
| 15:00 UTC+1 | 15:00 UTC+1    |           |                 |                                                        | Belfast Publik: 599<refname="Rapport">{{Webbref\|url=http://www.uefa.com/womensunder19/season=2 017/technical-report/results/index.html\|titel=TechnicalReport—Results\|datum=\|hämtdatum=16oktober2 017\|utgivare=Uefa\|arkivurl=https://web.archive.org/web/20 171 016 083 555/http://www.uefa.com/womensunder19/season=2 017/technical-report/results/index.html\|arkivdatum=16oktober2 017}}</ref> Domare: Volha Tsiareshka (Belarus) | Belfast Publik: 599<refname="Rapport">{{Webbref\|url=http://www.uefa.com/womensunder19/season=2 017/technical-report/results/index.html\|titel=TechnicalReport—Results\|datum=\|hämtdatum=16oktober2 017\|utgivare=Uefa\|arkivurl=https://web.archive.org/web/20 171 016 083 555/http://www.uefa.com/womensunder19/season=2 017/technical-report/results/index.html\|arkivdatum=16oktober2 017}}</ref> Domare: Volha Tsiareshka (Belarus) |

| 4           | 8 augusti 2017 | Nordirland | 0 – 2           | Spanien                                | Windsor Park                                                                     |                                                                                  |
| 19:00 UTC+1 | 19:00 UTC+1    |            | (0 – 1) Rapport | 30′ Lucía García 53′ Patricia Guijarro | Belfast Publik: 4 289<refname="Rapport"/> Domare: Justina Lavrenovaite (Litauen) | Belfast Publik: 4 289<refname="Rapport"/> Domare: Justina Lavrenovaite (Litauen) |
| 19:00 UTC+1 | 19:00 UTC+1    |            |                 |                                        | Belfast Publik: 4 289<refname="Rapport"/> Domare: Justina Lavrenovaite (Litauen) | Belfast Publik: 4 289<refname="Rapport"/> Domare: Justina Lavrenovaite (Litauen) |
| 19:00 UTC+1 | 19:00 UTC+1    |            |                 |                                        | Belfast Publik: 4 289<refname="Rapport"/> Domare: Justina Lavrenovaite (Litauen) | Belfast Publik: 4 289<refname="Rapport"/> Domare: Justina Lavrenovaite (Litauen) |

| 5           | 11 augusti 2017 | Tyskland                               | 2 – 0           | Spanien | Shamrock Park                                                                  |                                                                                |
| 15:00 UTC+1 | 15:00 UTC+1     | Luca Maria Graf 25′ Dina Orschmann 66′ | (1 – 0) Rapport |         | Portadown Publik: 658<refname="Rapport"/> Domare: Barbara Poxhofer (Österrike) | Portadown Publik: 658<refname="Rapport"/> Domare: Barbara Poxhofer (Österrike) |
| 15:00 UTC+1 | 15:00 UTC+1     |                                        |                 |         | Portadown Publik: 658<refname="Rapport"/> Domare: Barbara Poxhofer (Österrike) | Portadown Publik: 658<refname="Rapport"/> Domare: Barbara Poxhofer (Österrike) |
| 15:00 UTC+1 | 15:00 UTC+1     |                                        |                 |         | Portadown Publik: 658<refname="Rapport"/> Domare: Barbara Poxhofer (Österrike) | Portadown Publik: 658<refname="Rapport"/> Domare: Barbara Poxhofer (Österrike) |

| 7           | 11 augusti 2017 | Nordirland          | 1 – 1           | Skottland         | Mourneview Park                                                     |                                                                     |
| 19:00 UTC+1 | 19:00 UTC+1     | Louise McDaniel 85′ | (0 – 0) Rapport | 46′ Kirsty Hanson | Lurgan Publik: 2 959<refname="Rapport"/> Domare: Marte Sørø (Norge) | Lurgan Publik: 2 959<refname="Rapport"/> Domare: Marte Sørø (Norge) |
| 19:00 UTC+1 | 19:00 UTC+1     |                     |                 |                   | Lurgan Publik: 2 959<refname="Rapport"/> Domare: Marte Sørø (Norge) | Lurgan Publik: 2 959<refname="Rapport"/> Domare: Marte Sørø (Norge) |
| 19:00 UTC+1 | 19:00 UTC+1     |                     |                 |                   | Lurgan Publik: 2 959<refname="Rapport"/> Domare: Marte Sørø (Norge) | Lurgan Publik: 2 959<refname="Rapport"/> Domare: Marte Sørø (Norge) |

| 11          | 14 augusti 2017 | Tyskland                                                                                     | 6 – 0           | Nordirland | Ballymena Showgrounds                                                          |                                                                                |
| 19:00 UTC+1 | 19:00 UTC+1     | Klara Bühl 6′, 25′ Annalena Rieke 28′ Kristin Kögel 58′ Caroline Siems 62′ Anna Gerhardt 86′ | (3 – 0) Rapport |            | Ballymena Publik: 1 783<refname="Rapport"/> Domare: Silvia Domingos (Portugal) | Ballymena Publik: 1 783<refname="Rapport"/> Domare: Silvia Domingos (Portugal) |
| 19:00 UTC+1 | 19:00 UTC+1     |                                                                                              |                 |            | Ballymena Publik: 1 783<refname="Rapport"/> Domare: Silvia Domingos (Portugal) | Ballymena Publik: 1 783<refname="Rapport"/> Domare: Silvia Domingos (Portugal) |
| 19:00 UTC+1 | 19:00 UTC+1     |                                                                                              |                 |            | Ballymena Publik: 1 783<refname="Rapport"/> Domare: Silvia Domingos (Portugal) | Ballymena Publik: 1 783<refname="Rapport"/> Domare: Silvia Domingos (Portugal) |

| 12          | 14 augusti 2017 | Spanien               | 1 – 0           | Skottland | Mourneview Park                                                            |                                                                            |
| 19:00 UTC+1 | 19:00 UTC+1     | Patricia Guijarro 55′ | (0 – 0) Rapport |           | Lurgan Publik: 358<refname="Rapport"/> Domare: Petra Pavlikova (Slovakien) | Lurgan Publik: 358<refname="Rapport"/> Domare: Petra Pavlikova (Slovakien) |
| 19:00 UTC+1 | 19:00 UTC+1     |                       |                 |           | Lurgan Publik: 358<refname="Rapport"/> Domare: Petra Pavlikova (Slovakien) | Lurgan Publik: 358<refname="Rapport"/> Domare: Petra Pavlikova (Slovakien) |
| 19:00 UTC+1 | 19:00 UTC+1     |                       |                 |           | Lurgan Publik: 358<refname="Rapport"/> Domare: Petra Pavlikova (Slovakien) | Lurgan Publik: 358<refname="Rapport"/> Domare: Petra Pavlikova (Slovakien) |

### Grupp B
| Nr | Lag           | S | V | O | F | GM | IM | MS | P |
| -- | ------------- | - | - | - | - | -- | -- | -- | - |
| 1  | Nederländerna | 3 | 2 | 1 | 0 | 7  | 3  | +4 | 7 |
| 2  | Frankrike     | 3 | 2 | 0 | 1 | 7  | 3  | +4 | 6 |
| 3  | England       | 3 | 1 | 0 | 2 | 2  | 4  | −2 | 3 |
| 4  | Italien       | 3 | 0 | 1 | 2 | 5  | 11 | −6 | 1 |

| 2           | 8 augusti 2017 | Italien                   | 1 – 2           | England                | Mourneview Park                                                   |                                                                   |
| 15:00 UTC+1 | 15:00 UTC+1    | Annamaria Serturini 90+1′ | (0 – 0) Rapport | 52′, 76′ Georgia Allen | Lurgan Publik: 574<refname="Rapport"/> Domare: Marte Sørø (Norge) | Lurgan Publik: 574<refname="Rapport"/> Domare: Marte Sørø (Norge) |
| 15:00 UTC+1 | 15:00 UTC+1    |                           |                 |                        | Lurgan Publik: 574<refname="Rapport"/> Domare: Marte Sørø (Norge) | Lurgan Publik: 574<refname="Rapport"/> Domare: Marte Sørø (Norge) |
| 15:00 UTC+1 | 15:00 UTC+1    |                           |                 |                        | Lurgan Publik: 574<refname="Rapport"/> Domare: Marte Sørø (Norge) | Lurgan Publik: 574<refname="Rapport"/> Domare: Marte Sørø (Norge) |

| 3           | 8 augusti 2017 | Frankrike | 0 – 2           | Nederländerna                             | Ballymena Showgrounds                                                         |                                                                               |
| 15:00 UTC+1 | 15:00 UTC+1    |           | (0 – 2) Rapport | 10′ Victoria Pelova 22′ (sjm.) Julie Piga | Ballymena Publik: 438<refname="Rapport"/> Domare: Petra Pavlikova (Slovakien) | Ballymena Publik: 438<refname="Rapport"/> Domare: Petra Pavlikova (Slovakien) |
| 15:00 UTC+1 | 15:00 UTC+1    |           |                 |                                           | Ballymena Publik: 438<refname="Rapport"/> Domare: Petra Pavlikova (Slovakien) | Ballymena Publik: 438<refname="Rapport"/> Domare: Petra Pavlikova (Slovakien) |
| 15:00 UTC+1 | 15:00 UTC+1    |           |                 |                                           | Ballymena Publik: 438<refname="Rapport"/> Domare: Petra Pavlikova (Slovakien) | Ballymena Publik: 438<refname="Rapport"/> Domare: Petra Pavlikova (Slovakien) |

| 6           | 11 augusti 2017 | Italien                | 1 – 6           | Frankrike | Windsor Park                                                               |                                                                            |
| 15:00 UTC+1 | 15:00 UTC+1     | Annamaria Serturini 9′ | (1 – 2) Rapport | 35′ Catherine Karadjov 38′, 58′ Mathilde Bourdieu 69′ Agathe Ollivier 72′ Emelyne Laurent 90+2′ Christy Gavory | Belfast Publik: 483<refname="Rapport"/> Domare: Volha Tsiareshka (Belarus) | Belfast Publik: 483<refname="Rapport"/> Domare: Volha Tsiareshka (Belarus) |
| 15:00 UTC+1 | 15:00 UTC+1     |                        |                 | | Belfast Publik: 483<refname="Rapport"/> Domare: Volha Tsiareshka (Belarus) | Belfast Publik: 483<refname="Rapport"/> Domare: Volha Tsiareshka (Belarus) |
| 15:00 UTC+1 | 15:00 UTC+1     |                        |                 | | Belfast Publik: 483<refname="Rapport"/> Domare: Volha Tsiareshka (Belarus) | Belfast Publik: 483<refname="Rapport"/> Domare: Volha Tsiareshka (Belarus) |

| 8           | 11 augusti 2017 | Nederländerna                       | 2 – 0           | England | Windsor Park                                                               |                                                                            |
| 19:00 UTC+1 | 19:00 UTC+1     | Aniek Nouwen 11′ Joëlle Smits 45+3′ | (2 – 0) Rapport |         | Belfast Publik: 769<refname="Rapport"/> Domare: Silvia Domingos (Portugal) | Belfast Publik: 769<refname="Rapport"/> Domare: Silvia Domingos (Portugal) |
| 19:00 UTC+1 | 19:00 UTC+1     |                                     |                 |         | Belfast Publik: 769<refname="Rapport"/> Domare: Silvia Domingos (Portugal) | Belfast Publik: 769<refname="Rapport"/> Domare: Silvia Domingos (Portugal) |
| 19:00 UTC+1 | 19:00 UTC+1     |                                     |                 |         | Belfast Publik: 769<refname="Rapport"/> Domare: Silvia Domingos (Portugal) | Belfast Publik: 769<refname="Rapport"/> Domare: Silvia Domingos (Portugal) |

| 9           | 14 augusti 2017 | Nederländerna                                                  | 3 – 3           | Italien                                                            | Shamrock Park                                                                   |                                                                                 |
| 15:00 UTC+1 | 15:00 UTC+1     | Fenna Kalma 25′ Aniek Nouwen 34′ (str.) Ashleigh Weerden 90+4′ | (2 – 1) Rapport | 7′ (sjm.) Aniek Nouwen 66′ Alice Regazzoli 83′ Annamaria Serturini | Portadown Publik: 351<refname="Rapport"/> Domare: Barbara Poxhofer (Australien) | Portadown Publik: 351<refname="Rapport"/> Domare: Barbara Poxhofer (Australien) |
| 15:00 UTC+1 | 15:00 UTC+1     |                                                                |                 |                                                                    | Portadown Publik: 351<refname="Rapport"/> Domare: Barbara Poxhofer (Australien) | Portadown Publik: 351<refname="Rapport"/> Domare: Barbara Poxhofer (Australien) |
| 15:00 UTC+1 | 15:00 UTC+1     |                                                                |                 |                                                                    | Portadown Publik: 351<refname="Rapport"/> Domare: Barbara Poxhofer (Australien) | Portadown Publik: 351<refname="Rapport"/> Domare: Barbara Poxhofer (Australien) |

| 10          | 14 augusti 2017 | England | 0 – 1           | Frankrike         | Ballymena Showgrounds                                                            |                                                                                  |
| 15:00 UTC+1 | 15:00 UTC+1     |         | (0 – 0) Rapport | 88′ Lina Boussaha | Ballymena Publik: 519<refname="Rapport"/> Domare: Justina Lavrenovaite (Litauen) | Ballymena Publik: 519<refname="Rapport"/> Domare: Justina Lavrenovaite (Litauen) |
| 15:00 UTC+1 | 15:00 UTC+1     |         |                 |                   | Ballymena Publik: 519<refname="Rapport"/> Domare: Justina Lavrenovaite (Litauen) | Ballymena Publik: 519<refname="Rapport"/> Domare: Justina Lavrenovaite (Litauen) |
| 15:00 UTC+1 | 15:00 UTC+1     |         |                 |                   | Ballymena Publik: 519<refname="Rapport"/> Domare: Justina Lavrenovaite (Litauen) | Ballymena Publik: 519<refname="Rapport"/> Domare: Justina Lavrenovaite (Litauen) |

## Slutspel

### Slutspelsträd
|  | Semifinaler   | Semifinaler |   |           | Final                    | Final |  |
|  |               |             |   |           |                          |       |  |
|  |               |             |   |           |                          |       |  |
|  | Tyskland      | 1           |   |           |                          |       |  |
|  | Frankrike     | 2           |   |           |                          |       |  |
|  |               |             |   |           |                          |       |  |
|  |               |             |   |           |                          |       |  |
|  |               |             |   |           | Frankrike                | 2     |  |
|  |               | Spanien     | 3 |           |                          |       |  |
|  |               |             |   |           |                          |       |  |
|  |               |             |   |           |                          |       |  |
|  |               |             |   |           | Playoff till U20-VM 2018 |       |  |
|  |               |             |   |           |                          |       |  |
|  | Nederländerna | 2           |   | Skottland | 0                        |       |  |
|  | Spanien       | 3           |   |           | England                  | 2     |  |

### Playoff tillU20-VM 2018
| 15          | 17 augusti 2017 | Skottland | 0 – 2           | England                        | Mourneview Park                                                            |                                                                            |
| 19:00 UTC+1 | 19:00 UTC+1     |           | (0 – 1) Rapport | 28′ Zoe Cross 50′ Mollie Rouse | Lurgan Publik: 107<refname="Rapport"/> Domare: Petra Pavlikova (Slovakien) | Lurgan Publik: 107<refname="Rapport"/> Domare: Petra Pavlikova (Slovakien) |
| 19:00 UTC+1 | 19:00 UTC+1     |           |                 |                                | Lurgan Publik: 107<refname="Rapport"/> Domare: Petra Pavlikova (Slovakien) | Lurgan Publik: 107<refname="Rapport"/> Domare: Petra Pavlikova (Slovakien) |
| 19:00 UTC+1 | 19:00 UTC+1     |           |                 |                                | Lurgan Publik: 107<refname="Rapport"/> Domare: Petra Pavlikova (Slovakien) | Lurgan Publik: 107<refname="Rapport"/> Domare: Petra Pavlikova (Slovakien) |

England kvalificerade sig för U20-VM 2018.

### Semifinaler
| 13          | 17 augusti 2017 | Nederländerna                        | 2 – 3           | Spanien                                               | Windsor Park                                                                   |                                                                                |
| 15:00 UTC+1 | 15:00 UTC+1     | Victoria Pelova 48′ Joëlle Smits 85′ | (0 – 0) Rapport | 47′ Lucía García 68′ Maite Oroz 77′ Patricia Guijarro | Belfast Publik: 510<refname="Rapport"/> Domare: Justina Lavrenovaite (Litauen) | Belfast Publik: 510<refname="Rapport"/> Domare: Justina Lavrenovaite (Litauen) |
| 15:00 UTC+1 | 15:00 UTC+1     |                                      |                 |                                                       | Belfast Publik: 510<refname="Rapport"/> Domare: Justina Lavrenovaite (Litauen) | Belfast Publik: 510<refname="Rapport"/> Domare: Justina Lavrenovaite (Litauen) |
| 15:00 UTC+1 | 15:00 UTC+1     |                                      |                 |                                                       | Belfast Publik: 510<refname="Rapport"/> Domare: Justina Lavrenovaite (Litauen) | Belfast Publik: 510<refname="Rapport"/> Domare: Justina Lavrenovaite (Litauen) |

| 14          | 17 augusti 2017 | Tyskland       | 1 – 2           | Frankrike                             | Windsor Park                                                               |                                                                            |
| 19:00 UTC+1 | 19:00 UTC+1     | Klara Bühl 40′ | (1 – 0) Rapport | 70′ Julie Thibaud 73′ Emelyne Laurent | Belfast Publik: 924<refname="Rapport"/> Domare: Silvia Domingos (Portugal) | Belfast Publik: 924<refname="Rapport"/> Domare: Silvia Domingos (Portugal) |
| 19:00 UTC+1 | 19:00 UTC+1     |                |                 |                                       | Belfast Publik: 924<refname="Rapport"/> Domare: Silvia Domingos (Portugal) | Belfast Publik: 924<refname="Rapport"/> Domare: Silvia Domingos (Portugal) |
| 19:00 UTC+1 | 19:00 UTC+1     |                |                 |                                       | Belfast Publik: 924<refname="Rapport"/> Domare: Silvia Domingos (Portugal) | Belfast Publik: 924<refname="Rapport"/> Domare: Silvia Domingos (Portugal) |

### Final
| 16          | 20 augusti 2017 | Frankrike                                | 2 – 3           | Spanien                                         | Windsor Park                                                                 |                                                                              |
| 19:30 UTC+1 | 19:30 UTC+1     | Mathilde Bourdieu 4′ Emelyne Laurent 71′ | (1 – 1) Rapport | 18′, 90′ Patricia Guijarro 85′ Damaris Egurrola | Belfast Publik: 3 117<refname="Rapport"/> Domare: Volha Tsiareshka (Belarus) | Belfast Publik: 3 117<refname="Rapport"/> Domare: Volha Tsiareshka (Belarus) |
| 19:30 UTC+1 | 19:30 UTC+1     |                                          |                 |                                                 | Belfast Publik: 3 117<refname="Rapport"/> Domare: Volha Tsiareshka (Belarus) | Belfast Publik: 3 117<refname="Rapport"/> Domare: Volha Tsiareshka (Belarus) |
| 19:30 UTC+1 | 19:30 UTC+1     |                                          |                 |                                                 | Belfast Publik: 3 117<refname="Rapport"/> Domare: Volha Tsiareshka (Belarus) | Belfast Publik: 3 117<refname="Rapport"/> Domare: Volha Tsiareshka (Belarus) |

## Slutställning
| Nr | Lag           | S | V | O | F | GM | IM | MS  | P  |
| -- | ------------- | - | - | - | - | -- | -- | --- | -- |
| 1  | Spanien       | 5 | 4 | 0 | 1 | 9  | 6  | +3  | 12 |
| 2  | Frankrike     | 5 | 3 | 0 | 2 | 11 | 7  | +4  | 9  |
| 3  | Tyskland      | 4 | 3 | 0 | 1 | 12 | 2  | +10 | 9  |
| 3  | Nederländerna | 4 | 2 | 1 | 1 | 9  | 6  | +3  | 7  |
| 5  | England       | 4 | 2 | 0 | 2 | 4  | 4  | 0   | 6  |
| 6  | Skottland     | 4 | 0 | 1 | 3 | 1  | 7  | −6  | 1  |
| 7  | Italien       | 3 | 0 | 1 | 2 | 5  | 11 | −6  | 1  |
| 7  | Nordirland    | 3 | 0 | 1 | 2 | 1  | 9  | −8  | 1  |

## Anmärkningslista
1. 1 2  Frankrike är direktkvalificerat till världsmästerskapet i egenskap av värdnation. Gruppspelet i denna turneringen var även ett kval till världsmästerskapet för de europeiska landslagen, men då Frankrike slutade på andraplats fick grupptreorna kvala om den sista VM-platsen. Hade Frankrike däremot slutat på en tredje- eller fjärdeplats, så hade inte playoff-matchen spelats.